# Le Mystère des Voix Bulgares
O Coro Vocal Feminino da Televisão Estatal Búlgara é um conjunto folclórico de renome internacional que mescla um repertório a capella tradicional a seis vozes e arranjos modernos. É mais conhecido pelo nome comercial Le Mystère des Voix Bulgares, ou, em português, O Mistério das Vozes Búlgaras. Originalmente criado como o Coro Vocal Feminino da Rádio e Televisão Estatais na Bulgária em 1952 por Philip Koutev, dito "pai da música folclórica de concerto", o coro é atualmente regido por Dora Hristova. Koutev também criou e regeu o Conjunto de Câmara da República Búlgara em 1951.
As cantoras são selecionadas dos vilarejos rurais pela beleza e pela abertura de suas vozes, e são submetidas a um extenso treinamento para o raro e único estilo antigo de canto. Influenciada pela história trácia, otomana e bizantina da Bulgária, sua música é arrebatadora pelo uso de canto diafônico e timbre inconfundível, bem como escalas modais e harmonias dissonantes (abundantes em intervalos de segundas, sétimas e nonas).
Embora o coro tenha ficado amplamente conhecido quando o inovador selo alternativo inglês 4AD lançou uma coletânea em 1986 e outra em 1988 com o nome Le Mystère des Voix Bulgares, suas primeiras gravações datam de 1957. A primeira fornada do disco Voix Bulgares foi o resultado de quinze anos de trabalho do etnomusicólogo e produtor suíço Marcel Cellier e foi originalmente lançado em 1975 sob o pequeno selo Disques Cellier. Ivo Watts-Russell, fundador da 4AD, foi apresentado ao coro graças a uma cópia de cópia em fita cassete emprestada por Peter Murphy, vocalista da banda Bauhaus. Ele ficou completamente extasiado pela música; foi ao encalço de Cellier e licenciou as gravações. Desde então o grupo tem sido aclamado em apresentações pelo mundo todo, e foi reverenciado com um Grammy em 1989 pelo seu segundo álbum.
Três notáveis solistas do grupo também têm se apresentado juntas como o Trio Bulgarka, particularmente nos álbuns de Kate Bush The Sensual World (1989) e The Red Shoes (1993).
Em 1992, o coro se dividiu em dois: um para a rádio, outro para a televisão. A televisão búlgara assinou um contrato com uma metade, que é o Coro Vocal Feminino da Televisão Estatal Búlgara; a outra metade se organizou como uma cooperativa, e atualmente se apresenta como Angelite - As Vozes Búlgaras.

## Discografia
- 1966 Music of Bulgaria, The Ensemble of the Bulgarian Republic (relançado em 1990, gravado in 1955)
- 1986 Le Mystère des Voix Bulgares, volume I, 4AD
- 1987 Cathedral Concert (Live), Polygram (relançado in 1992)
- 1988 Le Mystère des Voix Bulgares, volume II, 4AD
- 1991 Le Mystère des Voix Bulgares, volume III, Polygram
- 1993 From Bulgaria with Love: The Pop Album,  Rhino / WEA
- 1993 Melody Rhythm & Harmony, Rhino / WEA
- 1994 Ritual, Nonesuch
- 1995 Box Set: Le Mystère des Voix Bulgares, volumes I - II and Ritual, Nonesuch
- 1998 Le Mystère des Voix Bulgares, volume IV, Phillips
- 2001 Bulgarian Custom Songs, Gega
- 2003 A Portrait of Nikolai Kaufmann, Riva Sound / KVZ Music Ltd.
- 2008 Music From Alone in the Dark, composed by Olivier Derivière, Milan Records

## Ligações Externas
- Le Mystère des Voix Bulgares  (em inglês)
- Le Mystere des Voix Bulgares ((em russo)
- 4AD Artist (em inglês)
- “The Mystery of Bulgarian Voices” in 2004 (em inglês)
- Singers.com (em inglês)
- Vídeo da apresentação no Johnny Carson's Tonight Show